# Almere City FC in het seizoen 2012/13
Het seizoen 2012/2013 was het achtste jaar in het bestaan van de Almeerse betaaldvoetbalclub Almere City FC. De club kwam uit in de Eerste divisie en eindigde daarin op de 13e plaats. Tevens deed de club mee aan het toernooi om de KNVB beker, hierin werd in de tweede ronde verloren van ADO '20 (1–4).

## Wedstrijdstatistieken

### Eerste divisie
|       | AGOVV  | SC Cambuur | FC Den Bosch | FC Dordrecht | FC Eindhoven | FC Emmen | Excelsior | Fortuna Sittard | De Graafschap | Go Ahead Eagles | Helmond Sport | MVV Maastricht | FC Oss | Sparta | Telstar | SC Veendam | FC Volendam |
| ----- | ------ | ---------- | ------------ | ------------ | ------------ | -------- | --------- | --------------- | ------------- | --------------- | ------------- | -------------- | ------ | ------ | ------- | ---------- | ----------- |
| Thuis | n.v.t. | 2 – 1      | 1 – 5        | 2 – 3        | 3 – 2        | 1 – 0    | 2 – 1     | 0 – 2           | 1 – 0         | 0 – 2           | 0 – 1         | 3 – 1          | 2 – 3  | 0 – 3  | 3 – 1   | 1 – 3      | 1 – 3       |
| Uit   | 4 – 0  | 5 – 2      | 0 – 2        | 3 – 1        | 1 – 2        | 3 – 0    | 5 – 0     | 1 – 0           | 5 – 1         | 2 – 2           | 2 – 1         | 2 – 1          | 3 – 2  | 4 – 3  | 1 – 2   | 3 – 1      | 2 – 1       |

### KNVB Beker
| 2e ronde                                                 | ADO '20                                                             | 4 – 1 (2 – 0) | FC Omniworld                |
| 25 september 2012 Plaats: Heemskerk Sportpark De Vlotter | Benny Kleine 5' Jeffrey Mols 11' Benny Kleine 67' Mike Brantjes 89' |               | 48' (pen.) Stefano Lilipaly |

## Statistieken FC Omniworld 2012/2013

### Eindstand FC Omniworld in de Nederlandse Eerste divisie 2012 / 2013
| Stand | Gespeeld | Gewonnen | Gelijk | Verloren | Punten | Doelpunten voor | Doelpunten tegen |
| ----- | -------- | -------- | ------ | -------- | ------ | --------------- | ---------------- |
| 13e   | 30       | 10       | 1      | 19       | 31     | 41              | 67               |

### Topscorers
| #      | Naam               | Goal |
| ------ | ------------------ | ---- |
| 1.     | Fabian Serrarens   | 9    |
| 2.     | Charles Dissels    | 7    |
| 2.     | Jason Oost         | 7    |
| 4.     | Rashid Browne      | 3    |
| 4.     | Hicham Faik        | 3    |
| 4.     | Rihairo Meulens    | 3    |
| 4.     | Rowin van Zaanen   | 3    |
| 8.     | Stefano Lilipaly   | 2    |
| 8.     | Leroy Resodihardjo | 2    |
| 10.    | Paul Beekmans      | 1    |
| 10.    | Cees Toet          | 1    |
| Totaal | Totaal             | 41   |

| #      | Naam             | Goal |
| ------ | ---------------- | ---- |
| 1.     | Stefano Lilipaly | 1    |
| Totaal | Totaal           | 1    |

## Voetnoten
AGOVV Apeldoorn ·
Almere City FC ·
SC Cambuur ·
FC Den Bosch ·
FC Dordrecht ·
FC Eindhoven ·
FC Emmen ·
Excelsior ·
Fortuna Sittard ·
Go Ahead Eagles ·
De Graafschap ·
Helmond Sport ·
MVV Maastricht ·
FC Oss ·
Sparta Rotterdam ·
Telstar ·
BV Veendam ·
FC Volendam